# De terugkeer van Melisse
De terugkeer van Melisse (origineel: The Return of Hjärtans Fröjd) is een boek van de Zweedse jeugdliteratuurschrijver Per Nilsson. Het is boek is in 2009 in Nederland uitgebracht.

## Inhoud
Het boek gaat over een zeventienjarige jongen, die het verhaal vertelt over de afgelopen twaalf dagen die zijn leven hebben veranderd. Na de vorige zomer, waarin hij zijn eerste grote verliefdheid en daaropvolgende grote teleurstelling beleefde, heeft hij Ann-Katrin nog één keer gezien. Daarna leek ze te zijn verdwenen en hij deed geen poging haar te vinden. Hij heeft zijn leven weer opgepakt. Maar op een dag ruikt hij de geur van citroenmelisse in de bus. Diezelfde dag hoort hij haar naam in een liedje en als hij 's avonds naar buiten kijkt, is het volle maan, net als die ene nacht. Hij ziet het als een teken en besluit haar te gaan zoeken. Maar ze is moeilijk te vinden, want ze is verhuisd. Als hij haar eenmaal heeft gevonden, gedraagt ze zich erg vreemd. Hij raakt geobsedeerd door al die geheimzinnigheid, zeker als blijkt dat Ann-Katrin voor een baby zorgt. Hij vraagt zich af of het kind van haar is en wie dan de vader is.